# Dylan Schmidt
Dylan Matthew Schmidt (Southport, 7 gennaio 1997) è un ginnasta neozelandese, specializzato nel trampolino elastico.

## Biografia
Si è messo in mostra a livello giovanile ai Giochi olimpici giovanili di Nanchino 2014 in cui ha vinto l'oro nel trampolino individuale.
Ha rappresentato la Nuova Zelanda ai Giochi olimpici estivi di Rio de Janeiro 2016 dove è riuscito ad entrare in finale nel trampolino individuale, concludendo la gara al settimo posto.
Ai Giochi olimpici estivi di Tokyo 2020 ha vinto il bronzo nel trampolino individuale, terminando alle spalle del bielorusso Ivan Litvinovich e del cinese Dong Dong.

## Palmarès
- Giochi olimpici estivi

Tokyo 2020: bronzo nel trampolino individuale;
- Giochi olimpici giovanili

Nanchino 2014: oro nel trampolino individuale;